# Омі (мова)
Омі — центральносуданська мова, якою говорять на Території Ару в східній провінції Демократичної Республіки Конго, між двох річок Нзоро і Лувуа. Він колись вважався діалектом мови Каліко.